# Haus- und Hobbybrauen

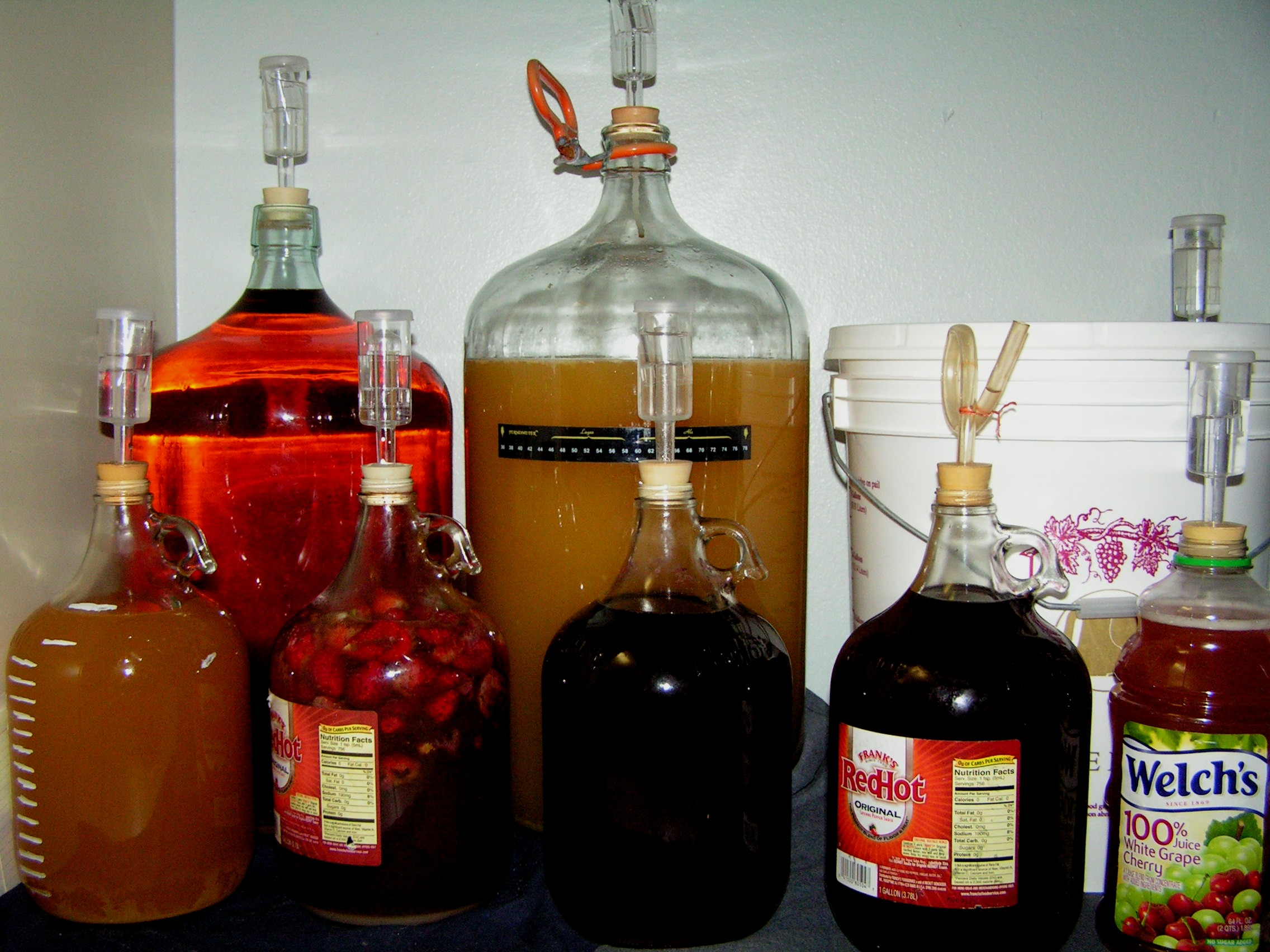
Verschiedene gängige Gärgefäße für das Hausbrauen

Als Hausbrauen oder Hobbybrauen bezeichnet man die nichtgewerbliche/private Herstellung von Bier für den Eigenbedarf.

## Konzept und Vorgang
Der grundsätzliche Ablauf beim Hobbybrauen unterscheidet sich kaum von den Abläufen in gewerblichen Brauereien. Das Brauen dauert acht bis zehn Stunden, die übliche Sudmenge sind 20–25 Liter Bier, aber auch größere Sude sind möglich. Das Bierkitbrauen ist für viele Heimbrauer der Einstieg in ihr Hobby. Beim Brauen mit Bierkits erspart sich der Heimbrauer die Herstellung der Würze. Das „Würzekonzentrat“ (Malzsirup oder -pulver) ist in verschiedenen Gebindegrößen für die meisten gängigen Biersorten im Handel. Das Brauen mit ungehopftem Malzextrakt hat für den Heimbrauer gegenüber Bierkits den Vorteil, dass die Menge des zugegebenen Hopfens selbst bestimmt wird und damit die Herbe und das Aroma des Bieres. Der Extrakt mit 75 % Stammwürze wird zunächst auf die gewünschte Stammwürze verdünnt. Beim anschließenden Würzekochen werden die Hopfenpellets zugegeben und ca. 1,5 Stunden mitgekocht, anschließend lässt man die Würze abkühlen und startet die Gärung. Häufig wird als Vereinfachung eine Ausfilterung der Hefe nicht vorgenommen und ein naturtrübes Bier produziert.

## Geschichte und Rechtliches
Das Hausbrauen von Bier hatte in Deutschland eine lange Tradition und wurde erst mit dem Brausteuergesetz von 1906 eingeschränkt. Es wurde unter Berufung auf Steueraufkommen, Braugewerbe und Volksgesundheit verboten, Materialien zur Herstellung von Bier oder bierähnlichen Getränken in Verkehr zu bringen. Mit dem Gesetz von 1931 wurde zusätzlich die „Anpreisung“ verboten. Und mit dem Gesetz zur Änderung des Biersteuergesetzes vom 21. Dezember 1938 wurde auch verboten, Vorschriften (Rezepte) zur Erstellung von Bier zu verbreiten.
Erst 1982 hatte Jean Pütz’ Hobbythek Hausbrau-Sendung Nr. 80 eine Vorreiterfunktion. Erst mit dem Steuerbereinigungsgesetz 1986 §11 Abs. 1 Satz drei vom 19. Dezember 1985 wurde das Verbot der Verbreitung von Rezepten und Zutaten gestrichen.
Seitdem darf von jedem Haushalt bis zu 500 Liter Bier pro Jahr steuerfrei hergestellt werden. Das Brauvorhaben muss trotzdem dem örtlich zuständigen Hauptzollamt angezeigt werden (§ 41 BierStV i. V. m. HZA-Zuständigkeitsverordnung). Die Brauanzeige kann dabei formlos unter der Nennung des Beginns der Herstellung, des Herstellungsortes sowie die voraussichtliche Menge an Bier, die im Kalenderjahr erzeugt wird, erfolgen. Für Mengen, die die Freimenge übersteigen, ist Biersteuer zu entrichten. Für Haus- und Hobbybrauer gilt der ermäßigte Steuersatz für unabhängige Brauereien.
Ab 2025 beträgt die Freimenge 500 Liter und die bisher notwendige Vorabanzeige beim  Hauptzollamt entfällt.
In der Schweiz ist das von Privatpersonen mit eigenen Einrichtungen hergestellte, für den Eigenkonsum verwendete Bier, von der Biersteuer befreit. In Österreich wird nur gewerblich hergestelltes Bier versteuert.

## Traditionelle Formen
Hausbräu (auch Bottich-, Kufen- oder Hausbrauerbier) bezeichnet in Franken und im südlichen Thüringen das Bier, das von ehemals brauberechtigten Privatpersonen (Hausbrauer) im Gemeindebrauhaus oder in der örtlichen Brauerei gebraut wird. Es wird beim Bierfassen als Jungbier in eigenen Fässern abgeholt und zu Hause im Keller oder einem anderen kühlen Ort zum Reifen aufgestellt. Die ungesteuerte Nachgärung und eine Vielzahl von Hausrezepten sorgt für ein breites Spektrum von Geschmacksvarianten eines ursprünglich gleichen Bieres. Vor der Neufassung des Biersteuergesetzes existierte noch die Unterscheidung zwischen Altbrauern (eigener Gerstenanbau und -Anlieferung, biersteuerermäßigt) und Neubrauern (jedermann).
Hausbräu aus Gemeindebrauereien ist heute pro Person und Kalenderjahr bis 200 Liter steuerfrei und nur für den privaten Konsum zugelassen. Hausbräu aus gewerblichen Brauereien ist voll steuerpflichtig, wird aber mit einer Ausnahme ebenfalls nur privat konsumiert. Echtes Hausbräu als Fertigprodukt ist nicht erhältlich. Hausbräu aus neugegründeten Kommunbrauereien wird auch als Vizinalbier angeboten, was auf die Versorgung der Nachbarschaft und der besonderen Pflegebedürftigkeit dieses Bieres herrührt. Heutzutage sind zum Bezug von Hausbräu keine besonderen Rechte mehr erforderlich.
Eine vergleichbare Tradition in der Oberpfalz ist der Zoigl.

## Meisterschaften
In Österreich wird durch den Verein BierIG jährlich im Rahmen der Austrian Beer Challenge (ABC) der BierIG Award Heimbrauer vergeben. Die Hobbybrauer werden in über einem Dutzend Kategorien / Bierstile prämiert.
Die Deutsche Meisterschaft der Hobbybrauer wird seit 2017 von Störtebeker Braumanufaktur veranstaltet. Der Bierstil wird den Teilnehmern jeweils vorgegeben, z. B. 2021 ein hopfenbetonter, heller Weizenbock. Die beiden Siegerbiere werden beim Veranstalter in Stralsund bzw. bei BRLO Craft Zentrum in Berlin-Spandau gewerblich nachgebraut. Die Preisträger waren (in Klammer Biersorte):
- Gewinner 2017: Nico Leffler (Heller Bock)
- Publikumspreis 2017: Tobias Kandler (Spezial Ale)
- Gewinner 2018: Markus Krenkler (Witbier)
- Publikumspreis 2018: Tandembräu (Irish Red Ale)
- Gewinner 2019: Gröner Bagalut (Brut IPA "Tropik Ale")
- Publikumspreis 2019: M.T.B. (Brut IPA "KIPZ")
- Gewinner 2020: Martin Tietz (Irish Red Ale)
- Publikumspreis 2020: Florian Erdel (Coconut Sunset Imperial Milkshake NEIPA)
- Gewinner 2021: Nils Lichtenberg und Nikki Parks (Hopfen-Weisse)
- Publikumspreis 2021: Paul Schüßler (Peanutbutter Brown Ale)
- Gewinner 2022: Candy und Udo Sierks (Chocolate-Stout)
- Publikumspreis 2022: Hexenbräu (Hopfen Smoothie Milkshake NEIPA)
- Gewinner 2023: Johannes Landwehr (New England IPA)
- Publikumspreis 2023: Timo Hogeback (Salt n’Lime Mexican Lager)
- Gewinner 2024: Florian Nahrwold (Belgian Blonde Ale)
- Publikumspreis 2024: Gregor Gärtner und Luise Redetzky (Maracuja Guaven Vanille Sour)